# Strada senza uscita (miniserie televisiva)
Strada senza uscita è una miniserie televisiva italiana composta da quattro puntate.

## La fiction
È tratta da un racconto di Martin Russel. La fiction è scritta e diretta da Anton Giulio Majano (al suo ultimo lavoro televisivo).
Gli attori protagonisti sono Giuseppe Pambieri, Lorenza Guerrieri e Giancarlo Zanetti.
La miniserie venne trasmessa in prima visione su Raiuno dal 7 gennaio 1986 al 28 gennaio 1986.

## Personaggi e interpreti
| Interprete               | Personaggio          |
| ------------------------ | -------------------- |
| Giuseppe Pambieri        | Alberto Wellmann     |
| Giancarlo Zanetti        | Hamilton             |
| Emilio Marchesini        | Banks                |
| Lorenza Guerrieri        | Gwenda               |
| Giampiero Albertini      | Kirk                 |
| Eugenio Nicola Marinelli | uomo del tic         |
| Renato De Carmine        | George Carson        |
| Renata Biserni           | ragazza in rosso     |
| Stefano De Sando         | direttore            |
| Isabella Goldman         | Diana                |
| Daniele Tedeschi         | Irving               |
| Giuseppe Tuminelli       | servitore            |
| Flavio Andreini          | Marco                |
| Fernando Cerulli         | il vecchio           |
| Enzo Spitaleri           | Graves               |
| Laura Saraceni           | Livia                |
| Diego Verdegiglio        |                      |
| Rik Battaglia            | uomo della falce     |
| Rita Caldana             | entreneuse           |
| Diletta Petronio         | Delia                |
| Gianni Franco            | commesso viaggiatore |
| Micaela Giustiniani      | albergatrice         |
| Giulio Scarpati          | David                |